# Feihyla
Feihyla es un género de anfibios anuros de la familia Rhacophoridae que se distribuyen por la región indomalaya.

## Especies
Se reconocen las siguientes:
- Feihyla fuhua Fei, Ye, & Jiang, 2010
- Feihyla hansenae (Cochran, 1927)
- Feihyla kajau[2] (Dring, 1983)
- Feihyla palpebralis (Smith, 1924)
- Feihyla vittata (Boulenger, 1887)

## Publicación original
- Frost, Grant, Faivovich, Bain, Haas, Haddad, de Sá, Channing, Wilkinson, Donnellan, Raxworthy, Campbell, Blotto, Moler, Drewes, Nussbaum, Lynch, Green & Wheeler, 2006 : The amphibian tree of life. Bulletin of the American Museum of Natural History, n. 297, p.1-371 (texto íntegro (enlace roto disponible en Internet Archive; véase el historial, la primera versión y la última).).